# Cine Fémina
El Cine Fémina es un edificio construido en Tortosa, en la provincia de Tarragona en la comunidad autónoma de Cataluña en España. Se encuentra protegido como Bien Cultural de Interés Local.

## Descripción
Se trata de un edificio esquinero de planta rectangular con tres fachadas, dos de las cuales (lateral y trasera) son ciegas, situado en el inicio del ensanche de 1900, donde finalizaba la ciudad medieval, más o menos en la ubicación del antiguo hospital. 
La fachada principal se compone de una ancha puerta de acceso sobre la que avanza una gran tribuna centrada que ocupa, en altura, el resto del edificio, con altos ventanales en la segunda planta, rematados por adornos clasicistas. A ambos lados de la tribuna los paramentos son de ladrillo visto con un hueco seguido en altura, acristalado, diseñado para iluminar las escaleras que acceden al anfiteatro. 

## Historia
Fue una sala de exhibición cinematográfica ubicada en la calle de Teodoro González de Tortosa. Abrió sus puertas en 1943 y las cerró en 1996. El edificio, catalogado como bien cultural de interés local, es obra del arquitecto José María Franquet Martínez.
Antes de la Guerra Civil, en el mismo solar, se encontraba el cine Benet, edificio sin singularidad arquitectónica alguna, que fue derribado por una bomba durante el conflicto. Se trata de una obra de la inmediata posguerra, como refleja su arquitectura, que mezcla elementos racionalistas con otros propios del academicismo. 